# Internationales Stadionfest 2009
Internationales Stadionfest 2009 – mityng lekkoatletyczny należący do cyklu Golden League, który odbył się 14 czerwca 2009 na stadionie olimpijskim w Berlinie.

## Rezultaty

### Mężczyźni
| Konkurencja:       | 1. miejsce              | Rezultat | 2. miejsce          | Rezultat | 3. miejsce       | Rezultat |
| 100 metrów         | Daniel Bailey           | 10,03    | Simeon Williamson   | 10,13    | Marc Burns       | 10,15    |
| 400 metrów         | Chris Brown             | 45,61    | Gary Kikaya         | 45,68    | Michael Mathieu  | 45,92    |
| 1500 metrów        | Augustine Kiprono Choge | 3:29:47  | Haron Keitany       | 3:30:20  | William Biwott   | 3:32:34  |
| 5000 metrów        | Kenenisa Bekele         | 13:00:76 | Abraham Chebii      | 13:01:08 | Micah Kogo       | 13:01:30 |
| 110 m przez płotki | Dexter Faulk            | 13,18    | Ryan Wilson         | 13,21    | David Payne      | 13,22    |
| Skok w dal         | Godfrey Khotso Mokoena  | 8,33     | Luis Tsatumas       | 8,15     | Ndiss Kaba Badji | 8,05     |
| Rzut dyskiem       | Gerd Kanter             | 67,88    | Piotr Małachowski   | 67,70    | Robert Harting   | 66,17    |
| Rzut oszczepem     | Tero Pitkämäki          | 86,53    | Andreas Thorkildsen | 85,48    | Igor Janik       | 83,52    |
| Sztafeta 4 x 100   | Wielka Brytania         | 38,52    | Niemcy              | 38,79    | Francja          | 39,08    |

### Kobiety
| Konkurencja        | 1. miejsce        | 1. miejsce | 2. miejsce             | 2. miejsce | 3. miejsce                  | 3. miejsce |
| ------------------ | ----------------- | ---------- | ---------------------- | ---------- | --------------------------- | ---------- |
| 100 metrów         | Kerron Stewart    | 11,00      | Stephanie Durst        | 11,15      | Sheri-Ann Brooks            | 11,18      |
| 400 metrów         | Sanya Richards    | 49,57      | Amantle Montsho        | 50,94      | Julia Guszczina             | 51,10      |
| 100 m przez płotki | Damu Cherry       | 12,76      | Delloreen Ennis-London | 12,98      | Lacena Golding-Clarke       | 13,00      |
| Skok wzwyż         | Ariane Friedrich  | 2,06       | Blanka Vlašić          | 2,03       | Marina Aitowa               | 1,93       |
| Skok o tyczce      | Jelena Isinbajewa | 4,83       | Monika Pyrek           | 4,78       | Fabiana Murer Anna Rogowska | 4,68       |
| Pchnięcie kulą     | Nadine Kleinert   | 19,39      | Natalla Michniewicz    | 19,26      | Chiara Rosa                 | 19,15      |
| Sztafeta 4 x 100   | Wielka Brytania   | 43,18      | Niemcy                 | 43,28      | Drużyna mieszana            | 43,91      |